# Rhynchogyna
Rhynchogyna là một chi thực vật có hoa trong họ, Orchidaceae.